# Sumar
Movimiento Sumar (SMR, «Движение «Сумар», от исп. sumar — «объединять») — испанская левая политическая сила. Основана Йоландой Диас, вторым вице-премьером и министром труда в правительстве Санчеса накануне досрочных парламентских выборов 2023 года.
Партия была создана после ухода Пабло Иглесиаса («Подемос») из политики из-за проигрыша на выборах в Ассамблею Мадрида в мае 2021 года.
Партия Sumar создала одноимённый избирательный блок с другими левыми партиями. В блок вошли «Подемос», «Объединённые левые», «Мас Паис», «Экуо», «Зелёный альянс», валенсийская коалиция «Компромисс» и «Арагонский союз». Блок выдвинул кандидатуру Йоланды Диас на пост премьер-министра. По результатам выборов 23 июля 2023 года коалиция Sumar получила 31 мандат в Конгрессе депутатов, из них 10 мандатов получила партия Sumar.